# 元大寶來富盈債券基金
元大寶來櫃買ETF傘型證券投資信託基金之富盈債券證券投資信託基金（簡稱富盈債券、寶富盈，櫃買中心：006202）是臺灣寶來投信（現已併入元大寶來投信）於2011年1月12日成立的指數股票型基金（ETF），成立日發行價格為新台幣25元，以一千個受益權為交易單位，也是臺灣首檔債券ETF。富盈債券採取追蹤台灣指標公債指數的被動式管理，至2011年6月30日止，規模已達2.02億元。中華民國政府公債利率、投信所收取之費用、每日交易張數，皆為投資前之參考指標。2011年8月由於長期流動性不足，雖然有實物贖回機制，但設定門檻較高，證券商希望能增加其他贖回機制，以免持續賺了淨值、賠了差價，影響自營操作績效。2013年，此基金因次級市場交易價格長期低於淨值，且折價幅度達20%左右，加上交易量低落導致流動性不佳，於2月26日召開受益人會議通過申請終止上櫃及後續清算作業，同年5月21日終止上櫃、5月27日為清算基準日。

## 台灣指標公債指數
櫃買「台灣指標公債指數」（GreTai Taiwan Treasury Benchmark Index）是財團法人中華民國證券櫃檯買賣中心所編製，櫃買「台灣指標公債指數」成分債券包含5年、10年、20年期最新發行之中央政府公債，共三期債券。指數在交易時間內即時計算，每十五秒發布一次。

## 課稅
- 證券交易稅：千分之一。
- 交易手續費：費率為0.1425％。

## 收益來源
- 指數成分債券之利息。

## 收益分配
- 不分配債息，以債息再投資後使淨值持續增長。

## 外部連結
- 證券櫃檯買賣中心－ETF專區 （页面存档备份，存于）
- 公開資訊觀測站－ETF公告彙總查詢（收益分配）
- 台灣指標公債指數 （页面存档备份，存于）